# Glorieta del Pintor Sorolla
La glorieta del Pintor Sorolla (también conocida por su anterior nombre de plaza de la Iglesia o glorieta de Iglesia), es una glorieta del distrito de Chamberí de Madrid, en el límite de los barrios de Trafalgar y Almagro.
Confluyen en ella las calles de Eloy Gonzalo, Santa Engracia y Martínez Campos. Lleva el nombre del pintor valenciano Joaquín Sorolla desde la década de 1960.

## Historia
En su origen se llamaba plaza de la Iglesia, por la iglesia de Santa Teresa y Santa Isabel, cuya construcción a cargo del arquitecto José María Aguilar y Vela se inició el 22 de octubre de 1842, y no se concluiría hasta 1856. El templo fue destruido en 1936 y reconstruido entre 1942 y 1950 por otro similar, de estilo neoclásico, obra de José María Garma Zubizarreta. Cuenta el cronista Pedro de Répide que el templo fue originalmente dedicado a la Concepción, como anexo a la parroquia de San José. Tuvo en sus altares pinturas de Luis Taberner y la popular imagen de la Virgen de Buenavista (o de los Castellanos), que lleva en su mano el pendón morado, cedida por el erudito Basilio Sebastián Castellanos mediado el siglo xix.
Otra anécdota recogida por Répide relata que, durante el dilatado proceso se construcción de la iglesia, el cura Merino (activista liberal, condenado por su atentado fallido contra la reina Isabel II en 1852), al pasar ante el edificio camino del patíbulo situado en el Campo de Guardias, «dijo con gran serenidad al contemplarle: "Efectivamente, está desnivelado".»
A comienzos del siglo xx se instaló un barracón que con el nombre de Lux Edén funcionó durante poco más de una década como teatro provisional, siendo demolido para dejar sitio a unos talleres tipográficos, industria con mucha representación en el padrón de la época.
También tiene valor histórico la estación de la línea 1 de metro, cuyo primer tramo fue inaugurado el 17 de octubre de 1919, dentro del recorrido entre Sol y Cuatro Caminos.